# Skate Canada International
Skate Canada International (фр. Internationaux Patinage Canada, англ. ISU Grand Prix of Figure Skating Skate Canada International) — международный турнир по фигурному катанию, организуемый Федерацией фигурного катания Канады с 1973 года. С 1995 года входит в серию Гран-при по фигурному катанию.
Соревнования проходят в следующих категориях: мужское и женское одиночное катание, парное фигурное катание и танцы на льду.
Турнир несколько раз менял название на протяжении своей истории. 30 августа 2006 года было объявлено, что до 2010 года официальным названием соревнований (по наименованию нового спонсора) будет «HomeSense Skate Canada International».

## Медалисты

### Мужчины
| Медалисты в мужском одиночном катании | Медалисты в мужском одиночном катании | Медалисты в мужском одиночном катании  | Медалисты в мужском одиночном катании  | Медалисты в мужском одиночном катании  |
| ------------------------------------- | ------------------------------------- | -------------------------------------- | -------------------------------------- | -------------------------------------- |
| Год                                   | Место проведения                      | Золото                                 | Серебро                                | Бронза                                 |
| 1973                                  | Калгари                               | Толлер Крэнстон                        | Рон Шейвер                             | Минору Сано                            |
| 1974                                  | Китченер                              | Рон Шейвер                             | Минору Сано                            | Чарльз Тикнер                          |
| 1975                                  | Эдмонтон                              | Толлер Крэнстон                        | Рон Шейвер                             | Терри Кубичка                          |
| 1976                                  | Оттава                                | Рон Шейвер                             | Робин Казинс                           | Дэвид Санти                            |
| 1977                                  | Монктон                               | Робин Казинс                           | Чарльз Тикнер                          | Скотт Крамер                           |
| 1978                                  | Ванкувер                              | Фумио Игараси                          | Чарльз Тикнер                          | Брайан Покар                           |
| 1979                                  | Турнир не проводился                  | Турнир не проводился                   | Турнир не проводился                   | Турнир не проводился                   |
| 1980                                  | Калгари                               | Скотт Хамильтон                        | Брайан Покар                           | Дэвид Санти                            |
| 1981                                  | Оттава                                | Норберт Шрамм                          | Брайан Орсер                           | Йозеф Сабовчик                         |
| 1982                                  | Китченер                              | Брайан Бойтано                         | Брайан Орсер                           | Хайко Фишер                            |
| 1983                                  | Галифакс                              | Брайан Орсер                           | Гжегож Филиповский                     | Масару Огава                           |
| 1984                                  | Виктория                              | Брайан Орсер                           | Гжегож Филиповский                     | Масару Огава                           |
| 1985                                  | Лондон                                | Йозеф Сабовчик                         | Скотт Уилльямс                         | Гжегож Филиповский                     |
| 1986                                  | Реджайна                              | Виталий Егоров                         | Кристофер Боумен                       | Гжегож Филиповский                     |
| 1987                                  | Калгари                               | Брайан Орсер                           | Брайан Бойтано                         | Виктор Петренко                        |
| 1988                                  | Тандер-Бей                            | Курт Браунинг                          | Виктор Петренко                        | Анджело Ди Агостино                    |
| 1989                                  | Корнуолл                              | Пётр Барна                             | Пол Уайли                              | Даниель Вайсс                          |
| 1990                                  | Летбридж                              | Курт Браунинг                          | Гжегож Филиповский                     | Марк Митчелл                           |
| 1991                                  | Лондон                                | Элвис Стойко                           | Василий Еременко                       | Пол Уайли                              |
| 1992                                  | Виктория                              | Элвис Стойко                           | Скотт Дэвис                            | Эрик Мийо                              |
| 1993                                  | Оттава                                | Курт Браунинг                          | Марк Митчелл                           | Стивен Казинс                          |
| 1994                                  | Ред-Дир                               | Элвис Стойко                           | Михаил Шмеркин                         | Себастьян Бриттен                      |
| 1995                                  | Сент-Джон                             | Алексей Урманов                        | Михаил Шмеркин                         | Эрик Мийо                              |
| 1996                                  | Китченер                              | Элвис Стойко                           | Илья Кулик                             | Скотт Дэвис                            |
| 1997                                  | Галифакс                              | Элвис Стойко                           | Илья Кулик                             | Микаэль Тиллесен                       |
| 1998                                  | Камлупс                               | Евгений Плющенко                       | Элвис Стойко                           | Сабольч Видрай                         |
| 1999                                  | Сент-Джон                             | Алексей Ягудин                         | Элвис Стойко                           | Такэси Хонда                           |
| 2000                                  | Миссиссога                            | Алексей Ягудин                         | Тодд Элдридж                           | Мэтью Савой                            |
| 2001                                  | Саскатун                              | Алексей Ягудин                         | Элвис Стойко                           | Тодд Элдридж                           |
| 2002                                  | Квебек                                | Такэси Хонда                           | Эмануэль Сандю                         | Станислав Тимченко                     |
| 2003                                  | Миссиссога                            | Евгений Плющенко                       | Джеффри Баттл                          | Такэси Хонда                           |
| 2004                                  | Галифакс                              | Эмануэль Сандю                         | Бен Феррейра                           | Джеффри Баттл                          |
| 2005                                  | Сент-Джонс                            | Эмануэль Сандю                         | Джеффри Баттл                          | Нобунари Ода                           |
| 2006                                  | Виктория                              | Стефан Ламбьель                        | Дайсукэ Такахаси                       | Джонни Вейр                            |
| 2007                                  | Квебек                                | Бриан Жубер                            | Кевин ван дер Перрен                   | Джеффри Баттл                          |
| 2008                                  | Оттава                                | Патрик Чан                             | Райн Бредли                            | Эван Лайсачек                          |
| 2009                                  | Китченер                              | Джереми Эббот                          | Дайсукэ Такахаси                       | Албан Преобер                          |
| 2010                                  | Кингстон                              | Патрик Чан                             | Нобунари Ода                           | Адам Риппон                            |
| 2011                                  | Миссиссога                            | Патрик Чан                             | Хавьер Фернандес                       | Дайсукэ Такахаси                       |
| 2012                                  | Уинсор                                | Хавьер Фернандес                       | Патрик Чан                             | Нобунари Ода                           |
| 2013                                  | Сент-Джон                             | Патрик Чан                             | Юдзуру Ханю                            | Нобунари Ода                           |
| 2014                                  | Келоуна                               | Такахито Мура                          | Хавьер Фернандес                       | Макс Аарон                             |
| 2015                                  | Летбридж                              | Патрик Чан                             | Юдзуру Ханю                            | Дайсуке Мураками                       |
| 2016                                  | Миссиссога                            | Патрик Чан                             | Юдзуру Ханю                            | Кевин Рейнольдс                        |
| 2017                                  | Реджайна                              | Сёма Уно                               | Джейсон Браун                          | Александр Самарин                      |
| 2018                                  | Лаваль                                | Сёма Уно                               | Киган Мессинг                          | Чха Чжун Хван                          |
| 2019                                  | Келоуна                               | Юдзуру Ханю                            | Нам Нгуен                              | Кэйдзи Танака                          |
| 2020                                  | Оттава                                | Турнир отменён из-за пандемии COVID-19 | Турнир отменён из-за пандемии COVID-19 | Турнир отменён из-за пандемии COVID-19 |
| 2021                                  | Ванкувер                              | Нейтан Чен                             | Джейсон Браун                          | Евгений Семененко                      |
| 2022                                  | Миссиссога                            | Сёма Уно                               | Као Миура                              | Маттео Риццо                           |
| 2023                                  | Ванкувер                              | Сота Ямамото                           | Као Миура                              | Маттео Риццо                           |
| 2024                                  | Галифакс                              | Илья Малинин                           | Сюн Сато                               | Чха Джунхван                           |

### Женщины
| Медалисты в женском одиночном катании | Медалисты в женском одиночном катании | Медалисты в женском одиночном катании  | Медалисты в женском одиночном катании  | Медалисты в женском одиночном катании  |
| ------------------------------------- | ------------------------------------- | -------------------------------------- | -------------------------------------- | -------------------------------------- |
| Год                                   | Место проведения                      | Золото                                 | Серебро                                | Бронза                                 |
| 1973                                  | Калгари                               | Линн Найтингейл                        | Барбара Терпеннинг                     | Джин Скотт                             |
| 1974                                  | Китченер                              | Линн Найтингейл                        | Анетт Пётч                             | Венди Бёрдж                            |
| 1975                                  | Эдмонтон                              | Сюзанна Дриано                         | Кэт Мальмберг                          | Эми Ватанабэ                           |
| 1976                                  | Оттава                                | Ким Аллетсон                           | Карена Ричардсон                       | Гарнет Остермайер                      |
| 1977                                  | Монктон                               | Линда Фратиани                         | Лиза-Мэри Аллен                        | Хизер Кимкаран                         |
| 1978                                  | Ванкувер                              | Лиза-Мэри Аллен                        | Клаудия Кристофич-Биндер               | Кристина Вегелиус                      |
| 1979                                  | Турнир не проводился                  | Турнир не проводился                   | Турнир не проводился                   | Турнир не проводился                   |
| 1980                                  | Калгари                               | Элайн Зайяк                            | Трейси Вейнмен                         | Клаудия Кристофич-Биндер               |
| 1981                                  | Оттава                                | Трейси Вейнмен                         | Розалин Самнерс                        | Кира Иванова                           |
| 1982                                  | Китченер                              | Викки Де Фриз                          | Клаудиа Лайстнер                       | Розалин Самнерс                        |
| 1983                                  | Галифакс                              | Катарина Витт                          | Кей Томсон                             | Тиффани Чин                            |
| 1984                                  | Виктория                              | Мидори Ито                             | Тиффани Чин                            | Наталья Лебедева                       |
| 1985                                  | Лондон                                | Кэрин Кэдэви                           | Элизабет Мэнли                         | Патрисия Неске                         |
| 1986                                  | Реджайна                              | Элизабет Мэнли                         | Клаудиа Ляйстнер                       | Джоан Конуэй                           |
| 1987                                  | Калгари                               | Дэби Томас                             | Элизабет Мэнли                         | Джоан Конуэй                           |
| 1988                                  | Тандер-Бей                            | Наталья Лебедева                       | Джил Тренери                           | Патрисия Неске                         |
| 1989                                  | Корнуолл                              | Кристи Ямагучи                         | Симона Ланг                            | Наталья Лебедева                       |
| 1990                                  | Летбридж                              | Жозе Шуинар                            | Лиза Сэржен                            | Холли Кук                              |
| 1991                                  | Лондон                                | Сурия Бонали                           | Марина Кильманн                        | Карен Престон                          |
| 1992                                  | Виктория                              | Мария Бутырская                        | Alice Sue Claeys                       | Жозе Шуинар                            |
| 1993                                  | Оттава                                | Чэнь Лу                                | Ольга Маркова                          | Карен Престон                          |
| 1994                                  | Ред-Дир                               | Кристина Цако                          | Летиция Юбер                           | Джессика Миллс                         |
| 1995                                  | Сент-Джон                             | Мишель Кван                            | Ханаэ Ёкоя                             | Жозе Шуинар                            |
| 1996                                  | Китченер                              | Ирина Слуцкая                          | Тара Липински                          | Люсинда Ру                             |
| 1997                                  | Галифакс                              | Мишель Кван                            | Мария Бутырская                        | Сурия Бонали                           |
| 1998                                  | Камлупс                               | Елена Ляшенко                          | Фумиэ Сугури                           | Ирина Слуцкая                          |
| 1999                                  | Сент-Джон                             | Мишель Кван                            | Юлия Солдатова                         | Дженнифер Робинсон                     |
| 2000                                  | Миссиссога                            | Ирина Слуцкая                          | Мишель Кван                            | Фумиэ Сугури                           |
| 2001                                  | Саскатун                              | Сара Хьюз                              | Ирина Слуцкая                          | Мишель Кван                            |
| 2002                                  | Квебек                                | Саша Коэн                              | Фумиэ Сугури                           | Виктория Волчкова                      |
| 2003                                  | Миссиссога                            | Саша Коэн                              | Сидзука Аракава                        | Юлия Шебештьен                         |
| 2004                                  | Галифакс                              | Синтия Фануф                           | Ёсиэ Онда                              | Сусанна Пёйкиё                         |
| 2005                                  | Сент-Джонс                            | Алисса Чизни                           | Джоанни Рошетт                         | Юкари Накано                           |
| 2006                                  | Виктория                              | Джоанни Рошетт                         | Фумиэ Сугури                           | Ю-на Ким                               |
| 2007                                  | Квебек                                | Мао Асада                              | Юкари Накано                           | Джоанни Рошетт                         |
| 2008                                  | Оттава                                | Джоанни Рошетт                         | Фумиэ Сугури                           | Алисса Чизни                           |
| 2009                                  | Китченер                              | Джоанни Рошетт                         | Алисса Чизни                           | Лаура Лепистё                          |
| 2010                                  | Кингстон                              | Алисса Чизни                           | Ксения Макарова                        | Амели Лакост                           |
| 2011                                  | Миссиссога                            | Елизавета Туктамышева                  | Акико Судзуки                          | Эшли Вагнер                            |
| 2012                                  | Уинсор                                | Кэтлин Осмонд                          | Акико Судзуки                          | Канако Мураками                        |
| 2013                                  | Сент-Джон                             | Юлия Липницкая                         | Акико Судзуки                          | Грейси Голд                            |
| 2014                                  | Келоуна                               | Анна Погорилая                         | Эшли Вагнер                            | Сатоко Мияхара                         |
| 2015                                  | Летбридж                              | Эшли Вагнер                            | Елизавета Туктамышева                  | Юка Нагаи                              |
| 2016                                  | Миссиссога                            | Евгения Медведева                      | Кэйтлин Осмонд                         | Сатоко Мияхара                         |
| 2017                                  | Реджайна                              | Кэйтлин Осмонд                         | Мария Сотскова                         | Эшли Вагнер                            |
| 2018                                  | Лаваль                                | Елизавета Туктамышева                  | Мако Ямасита                           | Евгения Медведева                      |
| 2019                                  | Келоуна                               | Александра Трусова                     | Рика Кихира                            | Ю Ён                                   |
| 2020                                  | Оттава                                | Турнир отменён из-за пандемии COVID-19 | Турнир отменён из-за пандемии COVID-19 | Турнир отменён из-за пандемии COVID-19 |
| 2021                                  | Ванкувер                              | Камила Валиева                         | Елизавета Туктамышева                  | Алёна Косторная                        |
| 2022                                  | Миссиссога                            | Ринка Ватанабэ                         | Старр Эндрюс                           | Ю Ён                                   |
| 2023                                  | Ванкувер                              | Каори Сакамото                         | Ким Чхэён                              | Рино Мацуикэ                           |
| 2024                                  | Галифакс                              | Каори Сакамото                         | Рино Мацуикэ                           | Хана Ёсида                             |

### Парное катание
| Медалисты в парном катании | Медалисты в парном катании  | Медалисты в парном катании              | Медалисты в парном катании             | Медалисты в парном катании                 |
| -------------------------- | --------------------------- | --------------------------------------- | -------------------------------------- | ------------------------------------------ |
| Год                        | Место проведения            | Золото                                  | Серебро                                | Бронза                                     |
| 1973- 1983                 | Соревнования не проводились | Соревнования не проводились             | Соревнования не проводились            | Соревнования не проводились                |
| 1984                       | Виктория                    | Елена Бечке / Валерий Корниенко         | Синтия Коулл / Марк Роусом             | Катерина Матоусек / Ллойд Айслер           |
| 1985                       | Лондон                      | Екатерина Гордеева / Сергей Гриньков    | Вероника Першина / Марат Акбаров       | Дениз Беннинг / Линдон Джонстон            |
| 1986                       | Реджайна                    | Синтия Коулл / Марк Роусом              | Екатерина Гордеева / Сергей Гриньков   | Натали Сиболд / Уэйн Сиболд                |
| 1987                       | Калгари                     | Кристин Хаф / Даг Ладрет                | Елена Квитченко / Рашид Кадыркаев      | Кэти Кили / Джозеф Меро                    |
| 1988                       | Тандер-Бей                  | Изабель Брассер / Ллойд Айслер          | Пегги Шварц / Александер Кёниг         | Екатерина Муругова / Артём Торгашов        |
| 1989                       | Корнуолл                    | Елена Леонова / Геннадий Красницкий     | Синди Лэндри / Линдон Джонстон         | Мишель Мензис / Кевин Уилер                |
| 1990                       | Летбридж                    | Изабель Брассер / Ллойд Айслер          | Евгения Шишкова / Вадим Наумов         | Мишель Мензис / Кевин Уилер                |
| 1991                       | Лондон                      | Стэйси Болл / Жан-Мишель Бомбардье      | Мишель Мензис / Кевин Уилер            | Марина Ельцова / Андрей Бушков             |
| 1992                       | Виктория                    | Манди Вётцель / Инго Штойер             | Мишель Мензис / Жан-Мишель Бомбардье   | Даниэль Макграф / Стивен Карр              |
| 1993                       | Оттава                      | Екатерина Гордеева / Сергей Гриньков    | Радка Коваржикова / Рене Новотны       | Мишель Мензис / Жан-Мишель Бомбардье       |
| 1994                       | Ред-Дир                     | Кристи Сарджент / Крис Вирц             | Елена Бережная / Олег Шляхов           | Сара Абитболь / Стефан Бернади             |
| 1995                       | Сент-Джон                   | Евгения Шишкова / Вадим Наумов          | Мария Петрова / Алексей Тихонов        | Jodeyne Higgins / Шон Райс                 |
| 1996                       | Китченер                    | Манди Вётцель / Инго Штойер             | Марина Ельцова / Андрей Бушков         | Кёко Ина / Джейсон Данджен                 |
| 1997                       | Галифакс                    | Оксана Казакова / Артур Дмитриев        | Марина Халтурина / Андрей Крюков       | Сара Абитболь / Стефан Бернади             |
| 1998                       | Камлупс                     | Шэнь Сюэ / Чжао Хунбо                   | Мария Петрова / Алексей Тихонов        | Жами Сале / Давид Пеллетье                 |
| 1999                       | Сент-Джон                   | Елена Бережная / Антон Сихарулидзе      | Кёко Ина / Джон Циммерман              | Кристи Вирц / Крис Вирц                    |
| 2000                       | Миссиссога                  | Жами Сале / Давид Пеллетье              | Елена Бережная / Антон Сихарулидзе     | Мария Петрова / Алексей Тихонов            |
| 2001                       | Саскатун                    | Жами Сале / Давид Пеллетье              | Татьяна Тотьмянина / Максим Маринин    | Анабелль Ланглуа / Патрис Аршетто          |
| 2002                       | Квебек                      | Татьяна Тотьмянина / Максим Маринин     | Пан Цин / Тун Цзянь                    | Анабелль Ланглуа / Патрис Аршетто          |
| 2003                       | Миссиссога                  | Татьяна Тотьмянина / Максим Маринин     | Шэнь Сюэ / Чжао Хунбо                  | Дорота Загурская / Мариуш Сюдек            |
| 2004                       | Галифакс                    | Шэнь Сюэ / Чжао Хунбо                   | Пан Цин / Тун Цзянь                    | Дорота Загурская / Мариуш Сюдек            |
| 2005                       | Сент-Джонс                  | Алёна Савченко / Робин Шолковы          | Мария Петрова / Алексей Тихонов        | Валери Марку / Крэг Бантин                 |
| 2006                       | Виктория                    | Чжан Дань / Чжан Хао                    | Рэна Иноуэ / Джон Болдуин              | Валери Марку / Крэг Бантин                 |
| 2007                       | Квебек                      | Алёна Савченко / Робин Шолковы          | Джессика Дюбэ / Брайс Девисон          | Юко Кавагути / Александр Смирнов           |
| 2008                       | Оттава                      | Юко Кавагути / Александр Смирнов        | Джессика Дюбэ / Брайс Девисон          | Кеана Маклафлин / Рокни Брубейкер          |
| 2009                       | Китченер                    | Алёна Савченко / Робин Шолковы          | Мария Мухортова / Максим Траньков      | Джессика Дюбэ / Брайс Девисон              |
| 2010                       | Кингстон                    | Любовь Илюшечкина / Нодари Маисурадзе   | Кирстен Мур-Тауэрс / Дилан Москович    | Пейдж Лоуренс / Руди Свайгерс              |
| 2011                       | Миссиссога                  | Татьяна Волосожар / Максим Траньков     | Суй Вэньцзин / Хань Цун                | Мэган Дюамель / Эрик Рэдфорд               |
| 2012                       | Уинсор                      | Алёна Савченко / Робин Шолковы          | Мэган Дюамель / Эрик Рэдфорд           | Стефания Бертон / Ондржей Готарек          |
| 2013                       | Сент-Джон                   | Стефания Бертон / Ондржей Готарек       | Суй Вэньцзин / Хань Цун                | Мэган Дюамель / Эрик Рэдфорд               |
| 2014                       | Келоуна                     | Мэган Дюамель / Эрик Рэдфорд            | Суй Вэньцзин / Хань Цун                | Евгения Тарасова / Владимир Морозов        |
| 2015                       | Летбридж                    | Мэган Дюамель / Эрик Рэдфорд            | Евгения Тарасова / Владимир Морозов    | Кирстен Мур-Тауэрс / Майкл Маринаро        |
| 2016                       | Миссиссога                  | Мэган Дюамель / Эрик Рэдфорд            | Юй Сяоюй / Чжан Хао                    | Любовь Илюшечкина / Дилан Москович         |
| 2017                       | Реджайна                    | Мэган Дюамель / Эрик Рэдфорд            | Алёна Савченко / Бруно Массо           | Ванесса Джеймс / Морган Сипре              |
| 2018                       | Лаваль                      | Ванесса Джеймс / Морган Сипре           | Пэн Чэн / Цзинь Ян                     | Кирстен Мур-Тауэрс / Майкл Маринаро        |
| 2019                       | Келоуна                     | Александра Бойкова / Дмитрий Козловский | Кирстен Мур-Тауэрс / Майкл Маринаро    | Евгения Тарасова / Владимир Морозов        |
| 2020                       | Оттава                      | Турнир отменён из-за пандемии COVID-19  | Турнир отменён из-за пандемии COVID-19 | Турнир отменён из-за пандемии COVID-19     |
| 2021                       | Ванкувер                    | Суй Вэньцзин / Хань Цун                 | Дарья Павлюченко / Денис Ходыкин       | Эшли Кейн / Тимоти Ледюк                   |
| 2022                       | Миссиссога                  | Рику Миура / Рюити Кихара               | Эмили Чан / Спенсер Хау                | Сара Конти / Никколо Мачии                 |
| 2023                       | Ванкувер                    | Дианна Стеллато-Дудек / Максим Дешам    | Мария Павлова / Алексей Святченко      | Лукреция Беккари / Маттео Гуаризе          |
| 2024                       | Галифакс                    | Дианна Стеллато-Дудек / Максим Дешам    | Екатерина Гейниш / Дмитрий Чигирёв     | Анастасия Голубева / Хектор Гиотопулос Мур |

### Танцы на льду
| Медалисты в танцах на льду | Медалисты в танцах на льду  | Медалисты в танцах на льду              | Медалисты в танцах на льду             | Медалисты в танцах на льду             |
| -------------------------- | --------------------------- | --------------------------------------- | -------------------------------------- | -------------------------------------- |
| Год                        | Место проведения            | Золото                                  | Серебро                                | Бронза                                 |
| 1973                       | Калгари                     | Луиза Соупер / Бэрри Соупер             |                                        | Ирина Моисеева / Андрей Миненков       |
| 1974                       | Китченер                    | Ирина Моисеева / Андрей Миненков        | Коллин O'Коннор / Джим Милнс           | Джанет Томпсон / Уоррен Максвелл       |
| 1975                       | Эдмонтон                    | Наталья Линичук / Геннадий Карпоносов   | Барбара Березовски / Дэвид Портер      | Матильда Чичча / Ламберто Чесерани     |
| 1976                       | Оттава                      | Наталья Линичук / Геннадий Карпоносов   | Джанет Томпсон / Уоррен Максвелл       | Сьюзан Карскаллен / Эрик Джиллис       |
| 1977                       | Монктон                     | Джанет Томпсон / Уоррен Максвелл        | Марина Зуева / Андрей Витман           | Лорна Уингтон / Джон Доудинг           |
| 1978                       | Ванкувер                    | Кристина Регёци / Андраш Шаллаи         | Лорна Уингтон / Джон Доудинг           | Марина Зуева / Андрей Витман           |
| 1979                       | Соревнования не проводились | Соревнования не проводились             | Соревнования не проводились            | Соревнования не проводились            |
| 1980                       | Калгари                     | Джуди Бламберг / Микаэль Зайберт        | Карин Барбер / Николас Слэйтер         | Мэри Макнил / Роберт Маккол            |
| 1981                       | Оттава                      | Кэрол Фокс / Ричард Дэлли               | Карин Барбер / Николас Слэйтер         | Наталья Карамышева / Ростислав Синицын |
| 1982                       | Китченер                    | Элиза Спитц / Скотт Грегори             | Трейси Уилсон / Роберт Маккол          | Наталья Анненко / Генрих Сретенский    |
| 1983                       | Галифакс                    | Трейси Уилсон / Роберт Маккол           | Веди Сешнз / Стефен Уильямс            | Наталья Анненко / Генрих Сретенский    |
| 1984                       | Виктория                    | Ольга Воложинская / Александр Свинин    | Петра Борн / Райнер Шёнборн            | Келли Джонсон / Джон Томас             |
| 1985                       | Лондон                      | Рини Рока / Дональд Adair               | Ольга Воложинская / Александр Свинин   | Катрин Бек / Кристофф Бек              |
| 1986                       | Реджайна                    | Наталья Анненко / Генрих Сретенский     | Suzanne Semanick / Скотт Грегори       | Карин Гароссино / Род Гароссино        |
| 1987                       | Калгари                     | Трейси Уилсон / Роберт Маккол           | Катрин Бек / Кристофф Бек              | Лия Тровати / Роберто Пелиццола        |
| 1988                       | Тандер-Бей                  | Наталья Анненко / Генрих Сретенский     | Эйприл Сарджент / Расс Уитерби         | Мелани Коул / Майкл Фаррингтон         |
| 1989                       | Корнуолл                    | Сюзанна Семаник / Рон Краветт           | Мишель Макдональд / Марк Митчелл       | Жаклин Петр / Марк Janoschak           |
| 1990                       | Летбридж                    | Жаклин Петр / Марк Janoschak            | Ирина Романова / Игорь Ярошенко        | Малгожата Грайцар / Анджей Достатни    |
| 1991                       | Лондон                      | Стефаниа Калегари / Паскуале Камерленго | Софи Моньотт / Паскаль Лаванши         | Катержина Мразова / Мартин Шимечек     |
| 1992                       | Виктория                    | Сюзанна Рахкамо / Петри Кокко           | Ярослава Нечаева / Юрий Чесниченко     | Катержина Мразова / Мартин Шимечек     |
| 1993                       | Оттава                      | Софи Моньотт / Паскаль Лаванши          | Татьяна Навка / Самвел Гезалян         | Ше-Линн Бурн / Виктор Краатц           |
| 1994                       | Ред-Дир                     | Ше-Линн Бурн / Виктор Краатц            | Маргарита Дробязко / Повилас Ванагас   | Рини Рока / Гоша Сур                   |
| 1995                       | Сент-Джон                   | Ше-Линн Бурн / Виктор Краатц            | Марина Анисина / Гвендаль Пейзера      | Ирина Романова / Игорь Ярошенко        |
| 1996                       | Китченер                    | Ше-Линн Бурн / Виктор Краатц            | Марина Анисина / Гвендаль Пейзера      | Барбара Фузар-Поли / Маурицио Маргальо |
| 1997                       | Галифакс                    | Ше-Линн Бурн / Виктор Краатц            | Элизабет Пансалан / Джерод Свэллоу     | Ирина Лобачёва / Илья Авербух          |
| 1998                       | Камлупс                     | Ше-Линн Бурн / Виктор Краатц            | Маргарита Дробязко / Повилас Ванагас   | Сильвия Новак / Себастьян Колясинский  |
| 1999                       | Сент-Джон                   | Маргарита Дробязко / Повилас Ванагас    | Елена Грушина / Руслан Гончаров        | Изабель Делобель / Оливье Шонфельдер   |
| 2000                       | Миссиссога                  | Марина Анисина / Гвендаль Пейзера       | Галит Хайт / Сергей Сахновский         | Мари-Франс Дюбрель / Патрис Лозон      |
| 2001                       | Саскатун                    | Ше-Линн Бурн / Виктор Краатц            | Галит Хайт / Сергей Сахновский         | Изабель Делобель / Оливье Шонфельдер   |
| 2002                       | Квебек                      | Елена Грушина / Руслан Гончаров         | Мари-Франс Дюбрель / Патрис Лозон      | Светлана Куликова / Арсений Марков     |
| 2003                       | Миссиссога                  | Татьяна Навка / Роман Костомаров        | Албена Денкова / Максим Ставиский      | Мари-Франс Дюбрель / Патрис Лозон      |
| 2004                       | Галифакс                    | Албена Денкова / Максим Ставиский       | Мари-Франс Дюбрель / Патрис Лозон      | Галит Хайт / Сергей Сахновский         |
| 2005                       | Сент-Джонс                  | Мари-Франс Дюбрель / Патрис Лозон       | Елена Грушина / Руслан Гончаров        | Мелисса Грегори / Денис Петухов        |
| 2006                       | Виктория                    | Мари-Франс Дюбрель / Патрис Лозон       | Тесса Вертью / Скотт Моир              | Федерика Файелла / Массимо Скали       |
| 2007                       | Квебек                      | Тесса Вертью / Скотт Моир               | Анна Каппеллини / Лука Ланотте         | Пернель Каррон / Мэтью Жост            |
| 2008                       | Оттава                      | Мерил Девис / Чарли Уайт                | Ванесса Крон / Поль Пуарье             | Натали Пешала / Фабьян Бурза           |
| 2009                       | Китченер                    | Тесса Вертью / Скотт Моир               | Натали Пешала / Фабьян Бурза           | Кэйтлин Уивер / Эндрю Поже             |
| 2010                       | Кингстон                    | Ванесса Крон / Поль Пуарье              | Шинед Керр / Джон Керр                 | Мэдисон Чок / Грэг Цуэрлейн            |
| 2011                       | Миссиссога                  | Тесса Вертью / Скотт Моир               | Кэйтлин Уивер / Эндрю Поже             | Анна Каппеллини / Лука Ланотте         |
| 2012                       | Уинсор                      | Тесса Вертью / Скотт Моир               | Анна Каппеллини / Лука Ланотте         | Екатерина Рязанова / Илья Ткаченко     |
| 2013                       | Сент-Джон                   | Тесса Вертью / Скотт Моир               | Кэйтлин Уивер / Эндрю Поже             | Медисон Хубелль / Захарий Донохью      |
| 2014                       | Келоуна                     | Кэйтлин Уивер / Эндрю Поже              | Пайпер Гиллес / Поль Пуарье            | Медисон Хубелль / Захарий Донохью      |
| 2015                       | Летбридж                    | Кэйтлин Уивер / Эндрю Поже              | Майя Шибутани / Алекс Шибутани         | Екатерина Боброва / Дмитрий Соловьёв   |
| 2016                       | Миссиссога                  | Тесса Вертью / Скотт Моир               | Мэдисон Чок / Эван Бейтс               | Пайпер Гиллес / Поль Пуарье            |
| 2017                       | Реджайна                    | Тесса Вертью / Скотт Моир               | Кэйтлин Уивер / Эндрю Поже             | Медисон Хубелль / Захари Донохью       |
| 2018                       | Лаваль                      | Мэдисон Хаббелл / Захари Донохью        | Виктория Синицина / Никита Кацалапов   | Пайпер Гиллес / Поль Пуарье            |
| 2019                       | Келоуна                     | Пайпер Гиллес / Поль Пуарье             | Мэдисон Хаббелл / Захари Донохью       | Лайла Фир / Льюис Гибсон               |
| 2020                       | Оттава                      | Турнир отменён из-за пандемии COVID-19  | Турнир отменён из-за пандемии COVID-19 | Турнир отменён из-за пандемии COVID-19 |
| 2021                       | Ванкувер                    | Пайпер Гиллес / Поль Пуарье             | Шарлен Гиньяр / Марко Фаббри           | Оливия Смарт / Адрия Диас              |
| 2022                       | Миссиссога                  | Пайпер Гиллес / Поль Пуарье             | Лайла Фир / Льюис Гибсон               | Маржори Лажуа / Закари Лага            |
| 2023                       | Ванкувер                    | Пайпер Гиллес / Поль Пуарье             | Лайла Фир / Льюис Гибсон               | Эллисон Рид / Саулюс Амбрулявичюс      |
| 2024                       | Галифакс                    | Пайпер Гиллес / Поль Пуарье             | Маржори Лажуа / Закари Лага            | Евгения Лопарёва / Жоффре Бриссо       |